# Manfred Lackner

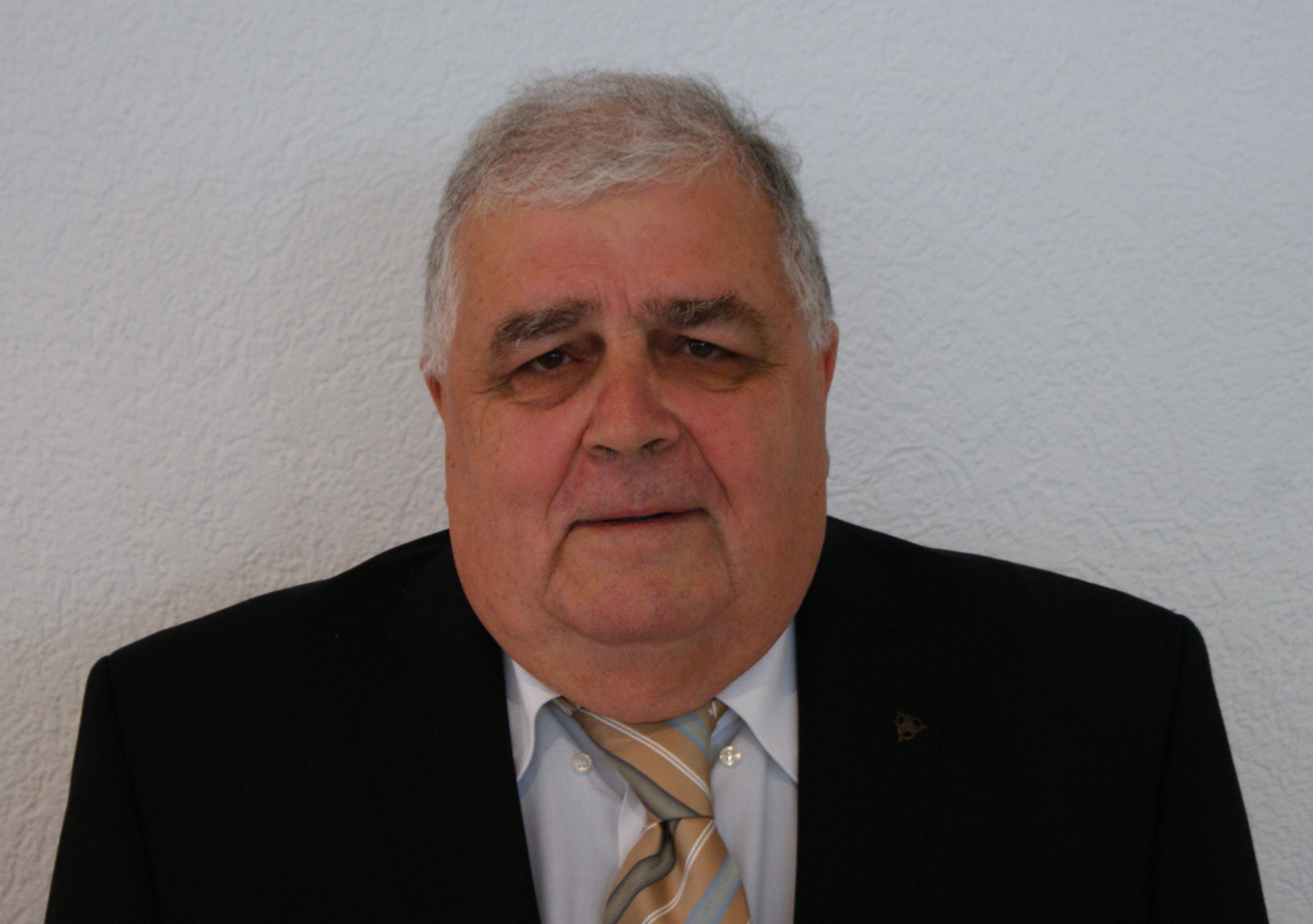
Manfred Lackner (2019)

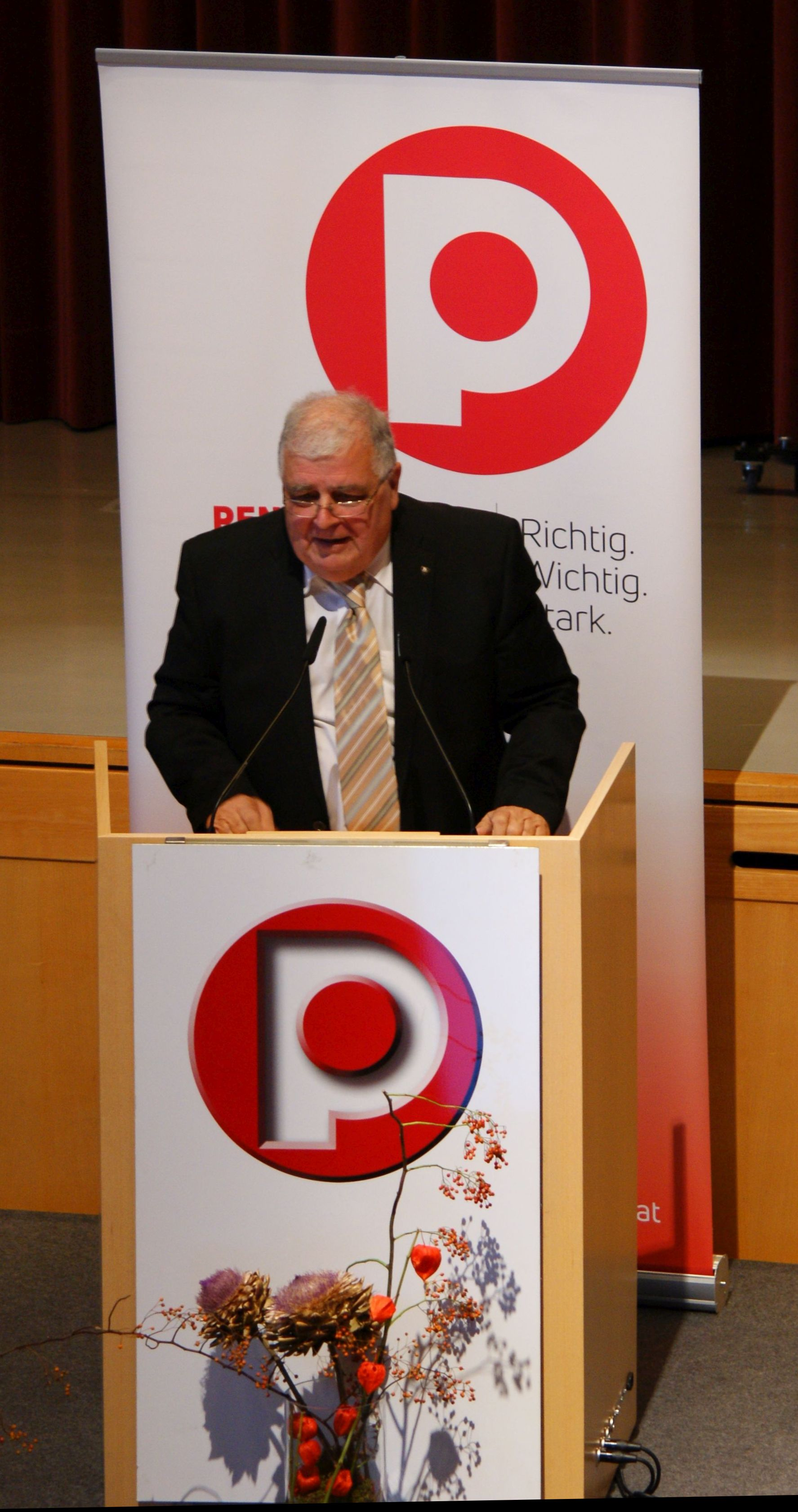
Manfred Lackner anlässlich der 70-Jahre-Feier des Pensionistenverbands im Ramschwagsaal in Nenzing

Manfred Lackner (* 29. September 1946 in Sankt Veit an der Glan) ist ein österreichischer Politiker (SPÖ) und ehemaliger Abgeordneter zum Nationalrat.

## Leben
Manfred Lackner ist verheiratet und hat drei Töchter, die alle Ärztinnen sind.

## Ausbildung und Beruf
Manfred Lackner besuchte von 1952 bis 1960 die Volks- und Hauptschule und absolvierte von 1960 bis 1962 die Handelsschule. Er leistete 1966 seinen Präsenzdienst ab und studierte von 1992 bis 1994 „Politische Bildung“ an der Universität Salzburg.
Lackner war von 1962 bis 1968 als Angestellter der Bezirkshauptmannschaft St. Veit an der Glan beschäftigt und arbeitete zwischen 1968 und 1971 als Gemeindesekretär von Rangersdorf. Von 1971 bis 1974 war Lackner Zollbeamter und im Anschluss bis 1978 Angestellter der Stadt Burscheid. Lackner war zudem 1979 Gemeindebediensteter von Ludesch und ab 1979 Leiter der Finanzabteilung des Krankenhauses Bludenz.

## Politik
Lackner war ab 1990 Stadtvertreter von Bludenz und wurde 1991 zum Bezirksparteivorsitzenden der SPÖ Bludenz gewählt. Er war zudem zwischen 1995 und 1999 Stellvertretender Landesparteivorsitzender, zwischen 1999 und 2003 Landesparteivorsitzender und nach 2003 wieder Stellvertretender Landesparteivorsitzender der SPÖ Vorarlberg. Ab 1986 war er Mitglied der Landesleitung der Gewerkschaft der Gemeindebediensteten Vorarlberg.
Lackner vertrat zwischen dem 15. Jänner 1996 und dem 29. Oktober 2006 die SPÖ im Nationalrat. Er ist seit 2007 Leiter des Sozial- und Gesundheitsausschusses des Pensionistenverbandes und wurde am 18. September 2007 ins Kuratorium des Fonds Gesundes Österreich berufen. Seit 4. Oktober 2019 ist er Präsident des Pensionistenverband Vorarlberg. Er hat diese Aufgabe vom langjährigen und nunmehrigen Ehrenpräsidenten, Erich de Gaspari, übernommen.

## Auszeichnungen
- 2005: Großes Goldenes Ehrenzeichen für Verdienste um die Republik Österreich[3]